# Послание к Колоссянам
Посла́ние к Коло́ссянам (др.-греч. Ἐπιστολὴ πρὸς Κολοσσαεῖς, лат. Epistula ad Colossenses) — книга Нового Завета, написанная апостолом Павлом (1:1, 23) и адресованная христианам фригийского города Колоссы. Книга относится к поздним посланиям, написанным апостолом Павлом во время пребывания в заключении («в узах») (4:18).

## История
Город Колоссы находился в 160 км от Эфеса. Павел никогда не был в этом городе, однако ученик Христа и соратник Павла Епафрас основал здесь христианскую церковь (1:7).
Послание написано в Риме, во время первого заключения апостола, в 60 — 62 гг или даже 64 г.. По содержанию оно близко к посланию к Ефесянам и, видимо, было написано одновременно с ним. В частности акцентирована тема Церкви, которая есть тело Христово (1:24 — ср. Еф. 1:23). Также он говорит о ветхом человеке (3:9 — ср. Еф. 4:2). Более глубоко прорабатывается образ Христа, который был рожден «прежде всей твари» (1:15) и принимал участие в сотворении мира. Поводом для написания послания послужила некая «философия» (2:8), видимо гностического толка, поскольку Павел говорит, что плерома (полнота Божества) пребывает исключительно во Христе (2:9), а также осуждает культ ангелов (2:18) и аскетическую практику (2:23).
Судя по приветствию «Павел и Тимофей» послание записано со слов Павла его любимым учеником — Тимофеем, а заключительная фраза «Приветствие моей рукою, Павловою. Помните мои узы» (Кол. 4: 18) свидетельствует о том, что Павел поставил под посланием свою подпись и призвал помнить о его заключении.
Послание было известно древним отцам Церкви, оно упомянуто у Иринея Лионского и Тертуллиана. В XIX и XX веках были попытки опровергнуть авторство Павла на основании некоторого отличия стиля послания от прочих посланий апостола, возможно это может быть объяснено тем, что часть послания принадлежит не Павлу, а Тимофею.

## Основные темы
Лейтмотив послания — наставление общины колоссян в вере в Иисуса Христа, подлинного спасителя, и предостережение от проповедующих гностическую философию, уводящую от подлинного понимания миссии Иисуса.
- Приветствие (1:1—3)
- Благодарность колоссянам и радость за их общину (1:4—11)
- Величие Иисуса Христа (1:12—29)
- Укрепление в вере и предостережение от лжеучений (глава 2)
- Призыв к святости (глава 3)
- Увещевание к молитве (4:1—6)
- Посланники и сотрудники апостола. Упоминание о послании к Лаодикийской церкви. (4:7—18)

В 3:11 Послания находится максима, которая ныне часто цитируется как декларация «интернациональности» христианства:
...нет ни Еллина, ни Иудея, ни обрезания, ни необрезания, варвара, Скифа, раба, свободного, но всё и во всём Христос.